# Академічне веслування на літніх Олімпійських іграх 1928
Змагання з академічного веслування на літніх Олімпійських іграх 1928 тривали з 2 до 10 серпня. Розіграно 7 комплектів нагород, лише серед чоловіків.

## Медальний залік
| Дисципліна                       | Золото | Срібло | Бронза |
| -------------------------------- | --- | --- | --- |
| Парні одиночки                   | Боббі Пірс (AUS) | Кен Маєрс (USA) | Девід Коллет (GBR) |
| Парні двійки                     | Пол Костелло і Чарлз Маклвейн (USA) | Джозеф Райт мол. і Джек Ґест (CAN) | Лео Лозерт і Віктор Флесль (AUT)                                                                                                  |
| Розпашні двійки без стернового   | Курт Мештер і Бруно Мюллер (GER) | Теренс О'Браєн і Роберт Нісбет (GBR) | Пол Мак-Дауелл і Джон Шмітт (USA)                                                                                                 |
| Розпашні двійки зі стерновим     | Швейцарія (SUI) Ганс Шехлін Карл Шехлін Ганс Буркен                                                                                              | Франція (FRA) Арман Марсель Едуар Марсель Анрі Прео                                                                                                | Бельгія (BEL) Леон Фламен Франсуа де Конінк Жорж Антоні                                                                           |
| Розпашні четвірки без стернового | Велика Британія (GBR) Джон Лендер Майкл Воррінер Річард Бізлі Едвард Воен Беван                                                                  | США (USA) Чарлз Карл Вільям Міллер Джордж Гіліс Ернест Баєр                                                                                        | Італія (ITA) Чезаре Россі П'єтро Фрескі Умберто Бонаде Паоло Дженнарі                                                             |
| Розпашні четвірки зі стерновим   | Італія (ITA) Валеріо Перентін Джиліанте Д'Есте Ніколо Вітторі Джованні Делізе Ренато Петроніо                                                    | Швейцарія (SUI) Ернст Гас Йозеф Маєр Отто Бухер Карл Швеґлер Фріц Беш                                                                              | Польща (POL) Францішек Броніковський Едмунд Янковський Леон Біркгольц Бернард Ормановський Болеслав Древек                        |
| Вісімки                          | США (USA) Марвін Столдер Джон Брінк Френсіс Фредерік Вільям Томпсон Вільям Даллі Джеймс Воркмен Г'юберт О. Колдвелл Пітер Донлон Доналд Блессінґ | Велика Британія (GBR) Джеймі Гемілтон Ґай Олівер Ніколс Джон Бедкок Доналд Ґоллан Гаролд Лейн Ґордон Кіллік Джек Бересфорд Гаролд Вест Артур Саллі | Канада (CAN) Фредерік Геджес Френк Фіддес Джон Генд Герберт Річардсон Джек Мердок Атол Міч Едґар Норріс Вільям Росс Джон Доннеллі |

## Країни, що взяли участь
Змагалися 244 веслувальники з 19-ти країн:
- Австрія (2)
- Аргентина (9)
- Австралія (1)
- Бельгія (21)
- Канада (11)
- Чехословаччина (1)
- Данія (10)
- Франція (26)
- Німеччина (23)
- Велика Британія (22)
- Угорщина (6)
- Італія (26)
- Японія (6)
- Монако (5)
- Нідерланди (21)
- Польща (14)
- Південно-Африканська Республіка (1)
- Швейцарія (13)
- США (26)

Тільки один веслувальник (Джозеф Райт мол.) і один стерновий (Жорж Антоні) змагалися більш як в одній дисципліні.

## Таблиця медалей
| Місце               | Країна                | Золото | Срібло | Бронза | Загалом |
| ------------------- | --------------------- | ------ | ------ | ------ | ------- |
| 1                   | США (USA)             | 2      | 2      | 1      | 5       |
| 2                   | Велика Британія (GBR) | 1      | 2      | 1      | 4       |
| 3                   | Швейцарія (SUI)       | 1      | 1      | 0      | 2       |
| 4                   | Італія (ITA)          | 1      | 0      | 1      | 2       |
| 5                   | Австралія (AUS)       | 1      | 0      | 0      | 1       |
| 5                   | Німеччина (GER)       | 1      | 0      | 0      | 1       |
| 7                   | Канада (CAN)          | 0      | 1      | 1      | 2       |
| 8                   | Франція (FRA)         | 0      | 1      | 0      | 1       |
| 9                   | Австрія (AUT)         | 0      | 0      | 1      | 1       |
| 9                   | Бельгія (BEL)         | 0      | 0      | 1      | 1       |
| 9                   | Польща (POL)          | 0      | 0      | 1      | 1       |
| Загалом (11 збірна) | Загалом (11 збірна)   | 7      | 7      | 7      | 21      |